# Spominski znak Črnice
Spominski znak Črnice je spominski znak Slovenske vojske, ki je podeljen veteranom TO RS za zasluge pri spopadu v Črnicah med slovensko osamosvojitveno vojno.

## Nosilci
- seznam nosilcev spominskega znaka Črnice